# 五磷酸钇
五磷酸钇是一种无机化合物，化学式为YP5O14，它是钇的磷酸盐之一。它可以以单斜晶系的C2/c空间群结晶。它可由氧化钇和85%磷酸在650 °C反应制得。它也是磷酸钇（YPO4）的分解产物。它可用作掺杂Yb3+/Er3+/Tm3+上转换发光的基质。